# Wilhelm Overbeck (Kaufmann)

Wilhelm Overbeck

Wilhelm Overbeck (* 7. Mai 1798 in Dortmund; † 19. September 1882 ebenda) war ein deutscher Kaufmann und Unternehmer, der zu den Industriepionieren des Ruhrgebiets gezählt wird.

## Leben
Overbeck gehörte zur dritten in Dortmund lebenden Generation seiner Familie, die ursprünglich aus Altena stammte, wo Vorfahren als Ratsherren und Bürgermeister wirkten. Wilhelm Overbeck übernahm nach dem Tod seines Vaters Peter Overbeck auch dessen Fabrik für Bieressig am Dortmunder Ostenhellweg. Um 1840 entstand aus dieser Fabrik die Dortmunder Löwenbrauerei, die keine zwei Wochen nach seinem Tod 1882 in eine Aktiengesellschaft umgewandelt wurde. Overbeck nutzte sehr früh die neuen Möglichkeiten in der Industrialisierung, mit Dampfmaschineneinsatz und maschineller Kühlung wurde die Löwenbrauerei zur zeitweise umsatzstärksten Brauerei in der Provinz Westfalen.
Mit den Gewinnen aus der Brauerei beteiligte sich Overbeck an den neu entstehenden Steinkohlen-Bergwerken des Ruhrbergbaus und gründete 1839 zusammen mit dem Dortmunder Kaufmann Friedrich Wilhelm Brökelmann in Hüsten ein Eisenwerk, die spätere Hüstener Gewerkschaft. Auch in Dortmund war Overbeck weiterhin unternehmerisch tätig, so errichtete er zusammen mit einem Chemiker eine Stearin- und Seifenfabrik. Die Stearinproduktion zur Herstellung von Kerzen verhalf ihm zum Beinamen „Dortmunder Lichterkönig“.
Wilhelm Overbeck war bis 1876 erster Präsident der Handelskammer zu Dortmund und wurde 1871 einer der ersten Ehrenbürger der Stadt Dortmund. Im gleichen Jahr wurde ihm der Ehrentitel eines Geheimen Kommerzienrats verliehen.